# Сілкін Генадій Рафаїлович
Генадій Рафаїлович Сілкін (рос. Геннадий Рафаилович Силкин; нар. 28 травня 1938, Горький, РРФСР — пом. 19 липня 2008, Дзержинськ, Нижньогородська область, Росія) — радянський футболіст, нападник та півзахисник.

## Життєпис
Вихованець горьківських «Крил Рад». Дорослу футбольну кар'єру розпочав у «Торпедо» з Горького. Потім його покликали в ЦСКА, але за 2 роки перебування там він зіграв 14 матчів та не відзначився жодним голом. Потім перейшов у Команду з Серпухова, але незабаром перерйшов у горьківську «Ракету», потім повернувся в «Торпедо». Після цього виступав за «Волгу» та «Металург» із Запоріжжя. по ходу сезону 1964 року повернувся в горьківську «Волгу». Останні роки кар'єри провів у «Хіміку», де в 1968 році виконував роль граючого тренера.